# Финнан, Стив
Сти́вен Джон Фи́ннан (англ. Stephen John Finnan; родился 24 апреля 1976 года в Лимерике) — ирландский футболист, правый защитник. Участник Чемпионата мира 2002 года в составе сборной Ирландии. Победитель Лиги чемпионов УЕФА 2004/05 в составе английского клуба «Ливерпуль».

## Карьера
В сезоне 2007/08 испанец Альваро Арбелоа постепенно отобрал у Финнана статус основного игрока на позиции правого защитника, а сам ирландец долгое время оставался вне игры из-за травм.
1 сентября 2008 года, в последний день летнего трансферного окна, Стив совершил переход в барселонский «Эспаньол», подписав с этим клубом контракт на два года и тем самым поставив точку в своей пятилетней карьере за «Ливерпуль». Сумма трансфера была точно неизвестна. За «Эспаньол» Финнан практически не играл из-за травм, проведя лишь 4 матча в чемпионате Испании.
27 июля 2009 года игрок и клуб по обоюдному согласию расторгли контракт, после чего Стив вернулся в Англию, подписав контракт с «Портсмутом» на один год. После завершения сезона 2009/2010, 19 мая 2010 года, контракт с Финнаном, который был рассчитан до 31 июня, был аннулирован досрочно в связи с тем, что клуб уже в течение двух месяцев находился под управлением внешней администрации.

## Достижения

### Командные
Ноттс Каунти
- Чемпион Третьей лиги (1998)

Фулхэм
- Чемпион Второй лиги (1999)
- Чемпион Первой лиги (2001)
- Победитель Кубка Интертото (2002)

Ливерпуль
- Обладатель Кубка Англии (2006)
- Обладатель Суперкубка Англии (2006)
- Победитель Лиги чемпионов (2005)
- Обладатель Суперкубка УЕФА (2005)

### Личные
- В составе команды года по версии ПФА: 2001/02